# Legge di Kennicutt-Schmidt
In astronomia, la legge di Kennicutt-Schmidt (talvolta indicata con i due cognomi invertiti o semplicemente anche come legge di Schmidt) è una relazione empirica tra la densità del gas in una data regione e il tasso di formazione stellare (SFR, acronimo dell'espressione inglese "star formation rate") di quella regione.

## Storia
L'esistenza di tale relazione è stata per la prima volta ipotizzata da Maarten Schmidt in un suo articolo del 1959 in cui l'astronomo propose che la densità superficiale del SFR variasse proporzionalmente a una certa potenza {\displaystyle n} della densità superficiale del gas locale, vale a dire:
{\displaystyle \Sigma _{SFR}\propto (\Sigma _{gas})^{n}}.
In genere, la densità superficiale del SFR {\displaystyle (\Sigma _{SFR})} è espressa in unità di masse solari per anno per parsec quadrato {\displaystyle (M_{\odot }~{\textrm {yr}}^{-1}{\textrm {pc}}^{-2})} mentre la densità superficiale del gas è espressa in grammi per parsec quadrato {\displaystyle ({\textrm {g}}~{\textrm {pc}}^{-2})}.  Effettuando un'analisi dell'elio gassoso e delle stelle giovani nei dintorni del nostro Sole, la densità di nane bianche e la loro funzione di luminosità, e la densità di elio locale, Schmidt suggerì un valore di {\displaystyle n\approx 2} (e più probabilmente compreso tra 1 e 3). Come detto, tutti i dati utilizzati in questa stima furono quelli raccolti nella Via Lattea e in particolare nelle vicinanze del Sole. 
Nel 1989, Robert Kennicutt scoprì che le intensità della riga di emissione  
H{\displaystyle \alpha } di ogni galassia in un campione di sette galassie da lui esaminate seguiva la legge di Schmidt. In seguito, nel 1998, egli ha esaminato la correlazione tra la densità del gas e lo SFR per quasi 100 galassie arrivando a stimare un valore di {\displaystyle n=1,4\pm 0,15}.
Altre recenti osservazioni effettuate da Arthur Wolfe e Hsiao-Wen Chen indicano che la relazione con il valore calcolato da Kennicutt non è valida per le galassie formatesi durante i primi due miliardi anni dopo il Big Bang. Grazie a una combinazione di nuove osservazioni e simulazioni effettuate con supercomputer, Andrey Kravtsov e Nick Gnedin sono riusciti a dimostrare che, nelle prime fasi di evoluzione, le galassie erano molto meno efficienti nel convertire il loro gas in stelle, a causa di una bassa presenza di polveri nel gas in esse presenti.